# Albert Zweifel
Albert Zweifel (Rüti, Zuric, 7 de juny de 1949) és un ciclista suís, que fou professional entre 1973 i 1989 i que combinà el ciclisme en ruta amb el ciclocròs, modalitat en la qual aconseguí els seus principals èxits esportius. En el seu palmarès destaquen cinc campionats del món de ciclocròs, quatre d'ells de manera consecutiva, i 9 campionats nacionals.
En ruta, tot i que disputà alguna gran volta, se centrà en les curses disputades a Suïssa, finalitzant quatre vegades entre els deu primers a la Volta a Suïssa.

## Palmarès
- 1976
  -  Campió del món de ciclocròs
  -  Campió de Suïssa de ciclocròs
- 1977
  -  Campió del món de ciclocròs
  -  Campió de Suïssa de ciclocròs
- 1978
  -  Campió del món de ciclocròs
- 1979
  -  Campió del món de ciclocròs
  -  Campió de Suïssa de ciclocròs
- 1980
  -  Campió de Suïssa de ciclocròs
- 1981
  -  Campió de Suïssa de ciclocròs
- 1982
  -  Campió de Suïssa de ciclocròs
- 1983
  -  Campió de Suïssa de ciclocròs
- 1984
  -  Campió de Suïssa de ciclocròs
- 1985
  -  Campió de Suïssa de ciclocròs
  - 1r al Ciclocròs d'Igorre
- 1986
  -  Campió del món de ciclocròs
  - 1r al Ciclocròs d'Igorre
- 1988
  - 1r al Ciclocròs d'Igorre

### Resultats al Giro d'Itàlia
- 1974. 88è de la classificació general

### Resultats al Tour de França
- 1981. 109è de la classificació general